# Nothoceros fuegiensis
Nothoceros fuegiensis là một loài rêu trong họ Anthocerotaceae. Loài này được Stephani J. C. Villarreal mô tả khoa học đầu tiên năm 2010.